# X-Seed 4000塔

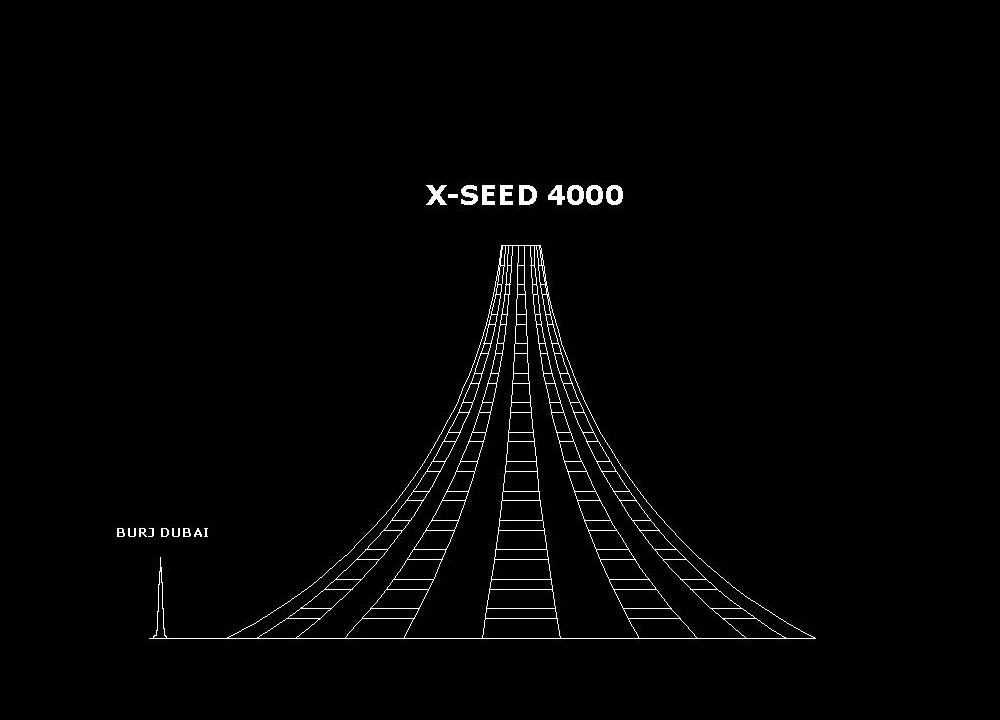
X-Seed 4000塔和迪拜塔的对比

X-Seed 4000塔是1990年日本大成建設構想的超高建筑物計劃，擬定高度僅次於早稻田大學教授構想的東京巴別塔。
它共有800层，高达4000米（13123英尺），底部直径达6000米。这座山体形建筑物将可能坐落在东京，可容纳500,000到1,000,000人居住。这座蕴涵着未来环境保护主义的建筑物将把现代化的生活方式与自然环境有机地结合起来。巨塔的电力将来自于太阳能，并且能根据外部天气情况的变化随时调整室内的灯光亮度、气温和气压。由于X-Seed 4000占地面积巨大，再加上东京地皮资源的紧缺和地价的高企，因此它极有可能被建在海上。如果这座建筑物建成，那么它的高度将超过日本的最高峰—富士山（海拔3776米，12388英尺）。
作为人类历史上第一座“人造山”，X-Seed 4000塔预计将会耗资数千亿美元，相当于不少经济发达国家全年的财政预算。